# Библиотека Центар за културу Kладово
Центар за културу Kладово је установа културе поливалентног типа коју је основала Општина Кладово новембра 1996. године, правно наслеђујући, претходне две установе, „Дом културе” и „Дом омладине”. Установа је непрофитна и основна делатност је културно-образовна и уметничка.

## Делатност Центра
Центар се бави библиотечком делатношћу, организовањем и дифузијом позоришних представа, концерата свих жанрова музике, приказивањем филмова у биоскопу, балетских и оперских представа, организовањем књижевних промоција, трибина, семинара, курсева, симпозијума, модних ревија, фестивала, манифестација, смотри, издаваштво, научно-образовна делатност, изложбена-галеријско, продукција сопствених програма, аматерско стваралаштво и професионално – сценска делатност.
Kроз подршку бројним уметницима, аматерима и професионалцима, Центар за културу Kладово, настоји да својим програмским активностима промовише и унапреди значај културних вредности на подручју општине и то како организовањем квалитетних културних садржаја, гостовањем истакнутих и признатих уметника, тако и подстицањем и подршком различитих облика уметничког стваралаштва свих друштвених слојева и категорија локалног становништва.
Програми се организују у два физички одвојена објекта. Дом културе (1976) и Дом омладине (1984), амфитеатар на Дунавском кеју и плато Дома омладине у центру града (за летње програме).

## Библиотека
Наслеђује традицију читалаштва на подручју општине Kладово од 1873. године. У свом фонду библиотека има око 60.000 књига које користи око 1.500 чланова. Основни циљ библиотеке је развој читалаштва и набавка наслова из најновније издавачке продукције. Библиотека је од новембра 2006. године члан Виртуелне библиотеке Србије са аутоматизованом базом података у оквиру библиотечко – информационог система COBISS. Од 2010. године ради се и сегмент Позајмице у COBISS систему. Од програмских садржаја редовно се организују креативне радионице, првенствено за најмлађе, промоције књижевних дела и промоције из сопствене издавачке продукције.

## Библиобус
Нов сегмент рада библиотеке је функционисање покретне библиотеке по насељима општине Kладово. Савремено опремљено моторно возило камион Iveco, добијенo је у виду донације од партнера из Департмана Вандеја из Француске. У возилу су смештене полице (на простору од 18m²) на којима се налазе књиге и друга библиотечка грађа. Библиобус омогућава пружање библиотечких услуга – издавање књига и публикација, особама које живе у удаљеним и руралним насељима општине Kладово.

## Галерија
Фоаје библиотеке, површине 200m², која нема основне карактеристике праве галерије, али је омиљено излагачко место, где се једном месечно представља ликовно стваралаштво различитих домена, уља на платну, скулптура, уметничка фотографија, графике итд., како аматера тако и професионалаца. У истом простору приређујемо књижевно-трибинске програме, модне ревије, округле столове, радионице и друге програме.

## Биоскоп
Датира још од 1928. године када је у градској кафани „Дубровник”, захваљујући ангажовању локалног виђеног трговца Јакова Лазаревића, приказан филм о Чарли Чаплину. Данас биоскоп ради повремено, у лепо уређеној дворани са 355 седишта, која је климатизована и опремљена најсавременијом технологијом продукције звука SDSS.

## Позоришно-музичка сцена
Једном месечно представља различите позоришне и музичко сценске представе, од аматера из Kладова који највише плене пажњу и аплаузе публике до професионалних реномираних театара, музичких група и певача из целе Србије. Бина садржи просценијум са сценским цуговима за декор, рефлекторима и разгласним системом.

## Дом омладине
Окупља у својим просторијама, чланове разних удружења грађана од фолклора, плеса, демо рок група и других музичара, ликовњака, франкофонаца, дијаспоре, Планинарског друштва, Спортског савеза, Шах клуба младих, Kанцеларије за младе, књижевника аматера, карате удружења, невладиних удружења и других. Центар за културу располаже тонском и светлосном опремом.